# Bangladesh Open
Het Bangladesh Open is een golftoernooi in Bangladesh. Het toernooi was een toernooi van de PGTI Tour maar staat sinds 2009 op de kalender van de Aziatische Tour. Het wordt gespeeld op de Kurmitola Golf Club.
In 2009 werd het Bangladesh Open op de Aziatische Tour gestart. In 2011 werd de Bangladesh Masters gestart op de in 2010 opgerichte Aziatische Development Tour.
| Jaar                             | Baan                | Winnaar                        | Score |
| -------------------------------- | ------------------- | ------------------------------ | ----- |
| 2009                             |                     | Zamal Hossain Mollah (amateur) |       |
| American Express Bangladesh Open |                     |                                |       |
| 2010                             | Kurmitola Golf Club | Rahman Siddikur                | -16   |
| 2011                             | Kurmitola Golf Club | Gaganjeet Bhullar              | -14   |
| Bashundhara Bangladesh Open      |                     |                                |       |
| 2015                             | Kurmitola Golf Club | Mardan Mamat                   | -14   |
| 2016                             | Kurmitola Golf Club | Thitiphun Chuaprakong          | -21   |